# Tatranské podhorie
Tatranské podhorie je podcelkem geomorfologického celku Podtatranská kotlina. Někdy bývá také označována jako oblast v rámci Popradské kotliny. Hraničí na severu s Vysokými Tatrami a na jihu v rámci Podtatranské kotliny s Popradskou a Liptovskou kotlinou.
Tatranské podhorie tvoří úzký pás pohoří okolo silnice č. 537 od Pribyliny po Tatranskou Lomnici. Průměrná nadmořská výška nepřesahuje 1 300 m. Nejvyšším vrcholem je Rakytovec (1 325 m).
Leží zde jednotlivé osady města Vysoké Tatry. Jsou to od západu Štrbské Pleso, Vyšné Hágy, Nová Polianka, Tatranská Polianka, Tatranské Zruby, Smokovce, Tatranská Lesná a Tatranská Lomnica.
Nacházejí se zde přírodní rezervace Surovec pod Kriváněm a Brezina u Vyšných Hágů.